# 中華人民共和國—聖基茨和尼維斯關係
中华人民共和国—聖基茨和尼維斯關係（英語：Relations between the People's Republic of China and Saint Kitts and Nevis）是指中華人民共和國與聖基茨和尼維斯的外交關係。兩國未曾建交。聖基茨和尼維斯自1983年起就和中華民國建交，維持至今。对圣基茨和尼维斯的相关事务由中华人民共和国驻安提瓜和巴布达大使馆兼辖。

## 經貿關係
2017年，中圣双边贸易额0.094亿美元，其中中方出口0.087亿美元，进口0.007亿美元，同比分别增长102.1%，106.7％和58.2%。
2022年双边贸易额为1533万美元，同比增长10.3％，基本为中方出口。

## 签证
自2017年2月起，圣基茨和尼维斯对中华人民共和国普通护照实行单方面免签证政策。